# Sis (ort)
Sis är en ort i Armenien.   Den ligger i provinsen Ararat, i den centrala delen av landet, 17 kilometer sydväst om huvudstaden Jerevan. Sis ligger 828 meter över havet och antalet invånare är 1 135.
Terrängen runt Sis är platt. Runt Sis är det ganska tätbefolkat, med 155 invånare per kvadratkilometer.. Närmaste större samhälle är Jerevan, 17,2 kilometer nordost om Sis.
Trakten runt Sis består till största delen av jordbruksmark.